# IPadOS 버전 역사
iPadOS는 2019년 iOS 13을 발표할 때 아이패드의 운영 체제를 iOS에서 iPadOS로 분리됨으로써 시작되었다.

## 버전 역사

### iPadOS 13
iPadOS 13은 iPadOS의 첫 번째 버전이다. iOS 13에서 파생되었다. 새로운 기능은 애플 아케이드, 다크모드, 단축어이다. 2019년 6월에 첫 프리뷰 버전이 공개되었고 2019년 9월에 정식출시되었다.

### iPadOS 14
iPadOS 14는 iPadOS의 두 번째 버전이다. 위젯이 많이 새로워졌으며 애플펜슬로 텍스트 입력이 가능하다. 2020년 6월에 첫 프리뷰 버전이 공개되었고 2020년 9월에 정식출시되었다.

### iPadOS 15
iPadOS 15는 2021년 6월에 첫 프리뷰 버전이 공개되었고 2021년 9월 21일에 정식출시되었다. 아이폰처럼 번역, 앱 라이브러리를 아이패드에서도 지원하기 시작하여서 아이폰과 똑같이 기능을 지원한다. 그리고 스위프트 플레이그라운드라는 기능이 추가돼 아이패드로 앱을 개발할 수 있다.

## 버전별 출시일 및 호환 기종 목록
| 버전      | 호환 기종 | 출시일 |
| --------- | --- | ------ |
| iPadOS 13 | - 아이패드 에어 (2세대) - 아이패드 에어 (3세대) - 아이패드 (5세대) - 아이패드 (6세대) - 아이패드 (7세대) - 아이패드 미니 4 - 아이패드 미니 (5세대) - 아이패드 프로 (5세대) - 아이패드 프로 (모든 기기)        | 2019년 |
| iPadOS 14 | - 아이패드 에어 (2세대) - 아이패드 에어 (3세대) - 아이패드 (5세대) - 아이패드 (6세대) - 아이패드 (7세대) - 아이패드 미니 4 - 아이패드 미니 (5세대) - 아이패드 프로 (5세대) - 아이패드 프로 (모든 기기)        | 2020년 |
| iPadOS 15 | - 아이패드 프로 (모든 기기) - 아이패드 (5세대) - 아이패드 (6세대) - 아이패드 (7세대) - 아이패드 (8세대) - 아이패드 미니 5 - 아이패드 미니 4 - 아이패드 에어 (4세대) - 아이패드 에어 (3세대) - 아이패드 에어 2 | 2021년 |

## 같이 보기
- IOS 버전 역사